# Kamacultuur
De Kamacultuur (ook wel bekend als Wolga-Kamacultuur of Choetorskojecultuur van vondsten in de buurt van het dorp Choetorskoje) is een Oost-Europese subneolithische archeologische cultuur uit het 5e-3e millennium v.Chr. in het huidige Rusland. 
Het gebied beslaat het stroomgebied van de Kama, Vjatka en de Ik-Belaja waterscheiding (Perm en Kirov regio, Oedmoertië, Tatarije en Basjkortostan). In de latere fase spreidt haar invloed zich tot over de Noordelijke Oeral.
De cultuur maakt deel uit van de kamkeramiekhorizon.

## Classificatie
Aanvankelijk werd de Kamacultuur door Otto Bader vastgesteld op het grondgebied van de Midden-Kama, waar hij twee fasen onderscheidde: Borovoje (Borovoj-meer I) en Choetorskoje. Alfred Chalikov verenigde de keramiekvondsten met gekamde en putjesdecoratie van de Beneden- en Midden-Kama in een Wolga-Kama cultuur. I.V. Kalinina stelde op basis van de keramiek twee verschillende culturen vast: Wolga-Kama putjesaardewerk en Kama gekamd aardewerk. A.A. Vybornov stelde drie stadia van ontwikkeling in de Kamacultuur vast, en V.P. Denisov en L.A. Nagovitsyn sloten de neolithische vondsten met gekamd keramiek bij de Kama aaneen in een enkele Choetorskojecultuur, synchroon met de Poloedencultuur in de Oeral. Haar kamdecoratie-aardewerk is vergelijkbaar met die van de Boven-Wolgacultuur.

## Nederzettingen
De rechthoekige, deels ondergrondse woningen, variërend in grootte van 6×8 tot 16×5m, zijn gegroepeerd in onversterkte permanente en tijdelijke nederzettingen, gelegen aan de oevers van meren, op rivierterrassen en uiterwaarden.

## Gereedschappen en keramiek
Het aardewerk is dikwandig, eivormig, met zowel ronde als puntige bodems. Het is uitbundig versierd met kamvormige stempeldecoraties, verticale en horizontale zigzaggen, arceringen, vlechten, driehoeken, gekruist gekamde banden. Gevonden werktuigen omvatten schrabbers, slijpers, klingen, bladvormige en semi-ruitvormige pijlpunten, stekers en bijlen, gewichten.

## Levenswijze
Er zijn geen tekenen van landbouw. De economie was gebaseerd op jacht en visvangst. Begravingen zijn niet gevonden.

## Oorsprong en periodisering
In zijn ontwikkeling liep de Kamacultuur door drie fasen: vroeg (Oest-Boekorok, Ziarat, Oest-Sjizjma), ontwikkeld (Choetorskaja, Krjazjskaja, Lebedynska), en laat (Levsjinski, Tsjernasjka). 
De cultuur werd gevormd toen de lokale mesolithische cultuur van de noordelijke boszone onder invloed kwam van de neolithische culturen van de zuidelijke bossteppe. In de zuidelijke regio's kan de invloed van de nabijgelegen Midden-Wolgacultuur van de  bossteppe tijdens de hele periode worden waargenomen.
In het ontwikkelde neolithicum dringt een bevolking uit het gebied ten oosten van de Oeral in het Boven- en midden-Kamagebied. In deze periode vormen zich lokale varianten: Verchnekamsk, Ikska-Belski en Nizjnekamsk. Aan het einde van het neolithicum kwam de Beneden-Kama onder de invloed van de Samaracultuur.